# Liste der Erzbischöfe von Sevilla
Diese Liste enthält die Bischöfe und Erzbischöfe des Erzbistums Sevilla in Spanien:
- Marcelo
- Savino I. (um 287–300/306)
- Evidio
- Deodato
- Semproniano
- Gemino
- Glaucio
- Marciano
- Savino II. (bis 441) (1. Mal)
- Epifanio (441–461)
- Savino II. (461) (2. Mal)
- Oroncio (um 462–474)
- Zenón (um 476–486)
- Asfalio (um 486)
- Maximiano (um 516)
- Salustio (um 517–519)
- Laureano (522–539)
- Crispino (um 522)
- Pigasio
- Esteban I.
- Teódulo
- Jacinto
- Reparato
- Esteban II. (bis 578)
- Leander (584–600)
- Isidor (600–636)
- Honorato (636–641)
- Antonio (641–655)
- Fugitivo (ab 656)
- Bracario
- Julián (bis 681)
- Floresindo (682–688)
- Felix (688–693)
- Faustino (693)
- Gabriel
- Sisberto
- Oppas (710–h. 711)
- Nonito
- Elías
- Teodulfo
- Aspidio
- Humeliano
- Mendulano
- David
- Julián II.
- Teodula
- Juan I. (839–850)
- Recafredo (850–860)
- ? (864)
- Juan II.
- Julián III. (937)
- Clemente (1144)
- Felipe (1251–1258) (Haus Burgund-Ivrea)
  - Sancho (1259–1261), Bruder Felipes, auch Erzbischof von Toledo (Haus Burgund-Ivrea)
- Raimundo de Losana (1259–1286)
- Fernando Pérez (1286–1289)
- García Gutiérrez (1289–1294)
- Sancho González (1294–1295) (1. Mal)
- Gonzalo (1295)
- Sancho González (1295–1299) (2. Mal)
- Juan Almoravid (1300–1302)
- Fernando Gutiérrez Tello (1303–1323)
- Juan Sánchez (1323–1348)
- Nuño de Fuentes (1349–1361)
- Alonso de Vargas (1361–1366)
- Pedro Gómez Barroso (1369–1371)
- Fernando Álvarez de Albornoz (1371–1378)
- Pedro Álvarez de Albornoz (1379–1390)
- Gonzalo de Mena y Roelas (1394–1401)
- Alfonso de Egea (1403–1417) (seit 1408 Administrator)
- Diego de Anaya Maldonado (1418–1431) (1. Mal)
- Lope de Olmedo (1432) (Administrator)
- Juan de Zerezuela (1433–1434)
- Diego de Anaya Maldonado (1435–1437) (2. Mal)
- Gutierre Álvarez de Toledo (1439–1442) (Haus Álvarez de Toledo)
- García Enríquez Osorio (1442–1448)
- Juan de Cervantes (1449–1453) (Administrator)
- Alonso de Fonseca y Ulloa (1454–1460) (1. Mal)
- Alonso de Fonseca II. (1460–1465) (Administrator)
- Alonso de Fonseca y Ulloa (1465–1473) (2. Mal)
- Pietro Riario (1473–1474)
- Pedro González de Mendoza (1474–1482) (Administrator)
- Iñigo Manrique de Lara (1483–1485) (Haus Manrique de Lara)
- Rodrigo de Borja y Escrivá (1485)
- Diego Hurtado de Mendoza (1485–1502)
- Juan de Zúñiga y Pimentel (1503–1504)
- Diego de Deza OP (1504–1523)
- Alfonso Manrique de Lara (1523–1538)
- García Loaysa OP (1539–1546)
- Fernando de Valdés y Salas (1546–1566)
- Gaspar Zúñiga Avellaneda (1569–1571)
- Cristóbal de Rojas y Sandoval (1571–1580)
- Rodrigo de Castro Osorio (de Lemos) (1581–1600)
- Fernando Niño de Guevara (1601–1609)
- Pedro Castro Quiñones (1610–1623)
- Luis Fernández de Córdoba (1624–1625)
- Diego Guzmán de Haros (1625–1631)
- Gaspar de Borja y Velasco (1632–1645) (auch Erzbischof von Toledo)
- Agustín Spínola Basadone (1645–1649)
- Domingo Pimentel Zúñiga OP (1649–1652)
- Pedro Tapia, OP (1652–1657)
- Pedro Urbina Montoya OFM (1658–1663)
- Pedro de Urbina de Montoya OFM (1658–1663)
- Antonio Paiño Sevilla (1663–1669)
- Ambrosio Ignacio Spínola (1668–1684)
- Jaime de Palafox y Cardona (1684–1701)
- Manuel Arias y Porres OSH (1702–1717)
- Felipe Antonio Gil Taboada (1720–1722)
- Luis Salcedo Azcona (1722–1739)
- Luis Jaime de Borbón (1741–1754) (Administrator)
- Francisco de Solís Folch de Cardona (1755–1776)
- Francisco Javier Delgado Benegas (1776–1778) (auch Patriarch von Westindien)
- Alfonso Marcos Llanes (1783–1795)
- Antonio Despuig y Dameto (1795–1799)
- Luis María Kardinal Borbón Vallabriga (1799–1800) (auch Erzbischof von Toledo)
- Romualdo Antonio Mon Velarde (1816–1819)
- Francisco Javier Kardinal de Cienfuegos y Jovellanos (1824–1847)
- Judas José Kardinal Romo y Gamboa (1847–1855)
- Manuel Joaquín Kardinal Tarancón y Morón (1857–1862)
- Luis Kardinal de la Lastra y Cuesta (1863–1876)
- Joaquín Kardinal Lluch y Garriga OCD (1877–1882)
- Zeferino Kardinal González y Díaz Tuñón OP (1883–1885) (auch Erzbischof von Toledo)
- Bienvenudo Monzon y Martin (1885)
- Zeferino Kardinal González y Díaz Tuñón OP (1886–1889)
- Benito Kardinal Sanz y Forés (1889–1895)
- Marcelo Kardinal Spínola y Maestre (1895–1906)
- Salvador Castellote y Pinazo (1906)
- Enrique Kardinal Almaraz y Santos (1907–1920) (auch Erzbischof von Toledo)
- Eustaquio Kardinal Ilundáin y Esteban (1920–1937)
- Pedro Kardinal Segura y Sáenz (1937–1957)
- José María Kardinal Bueno y Monreal (1957–1982)
- Carlos Kardinal Amigo Vallejo OFM (1982–2009)
- Juan José Asenjo Pelegrina (2009–2021)
- Josep Ángel Saiz Meneses (seit 2021)